# Pierre Molères
Pierre Jean Marie Marcel Molères (* 21. November 1932 in Dax) ist ein französischer Geistlicher und Altbischof von Bayonne.

## Leben
Pierre Molères empfing am 14. April 1962 die Priesterweihe. Johannes Paul II. ernannte ihn am 21. Januar 1986 zum Bischof von Bayonne.
Der Bischof von Bayonne, Jean-Paul-Marie Vincent, spendete ihm am 2. März  desselben Jahres die Bischofsweihe; Mitkonsekratoren waren Robert Pierre Sarrabère, Bischof von Aire und Dax, und François-Marie-Christian Favreau, Bischof von Nanterre.
Nach der Emeritierung Jean-Paul-Marie Vincents folgte er ihm am 13. Juni 1986 als Bischof von Bayonne-Lescar und Oloron nach. Am 15. Oktober 2008 nahm Papst Benedikt XVI. seinen altersbedingten Rücktritt an.